# 克利什基夫齐
克利什基夫齐（羅馬化：Klishkivtsi）是乌克兰切爾諾夫策州德涅斯特區克利什基夫齐市镇内的村庄及其行政中心。
2020年7月18日，烏克蘭全國進行行政區劃改革，霍京區并入德涅斯特區，而原屬霍京區的克利什基夫齊也一同開始由德涅斯特區管轄，而切尔诺夫策州的区数量則减至三个。